# 藤本一精
藤本 一精（ふじもと いっせい、1965年10月7日 - ）は熊本県を拠点に活動するローカルタレント、ダンサー。
有限会社ジェッツカンパニー代表取締役。熊本市出身。

## 略歴・人物
元NTT（勤務当時電電公社）職員。
ニューヨークでストリートダンサー達の活動に魅了され、1985年より自らダンスユニット「NY JET'S（ニューヨーク・ジェッツ）」を率いて活動を開始、熊本周辺のイベントに多数出演を果たす（このユニットは現在も活動を続けている）。
その後1989年、テレビ熊本の「ときめいてナイト」よりローカルタレントとしての活動を開始。
その後、1991年放送開始の深夜番組「FM-GEAP」（熊本朝日放送）で初のMC役を務め大ブレイクを果たす。FM-GEAP終了後も、同放送枠で彼をMCとした「一精DEナイト」「一精DEナイトII」「×、（ばってん）」と、情報バラエティのシリーズが続き、その人気を不動のものとし、熊本を代表するタレントの一人となっているが、近年（特に2019年以降）は熊本でのタレント活動は皆無となり、2021年現在熊本のテレビ番組・ラジオ番組等で話題になることすら皆無となっている。
2021年に、うどんMAPのうどん体操第2の振り付けを担当するなど、近年は福岡で活動の幅を広げている。
1997年には、熊本市中央区水前寺に現在の事務所とダンススタジオ「J.O.D.P」を開設。2021年現在は水前寺の他、同市南区南高江にも同名のスタジオを持ち、一精もタレント業の傍ら、インストラクターの一員としてダンスの指導にあたっている。
2010年にはゆるキャラ「くまモン」の『くまモン体操』の振付を担当した。ちなみに曲（当時のくまモンのテーマソング）は当時ジェッツカンパニーに所属していたボンボ藤井（2013年不祥事により解雇）が製作している。
先述の通り、特に2019年以降、タレントとしては福岡県を中心とした活動となっている。
かつて菊池郡西合志町（現:合志市）須屋で、ラーメン店「らーめん一喜」を経営していたこともある。
実弟は津軽三味線奏者の髙﨑裕士。
熊本を中心に活動する黒木よしひろとは、九州学院高校時代の同級生である。

## エピソード
- かつて出演していた福岡・RKBテレビの番組「今日感テレビ」が長崎県、大分県、鹿児島県でもネットされていた事もあって（2006年9月で大分と鹿児島は放送終了）、それら地域でも一定の知名度がある。
- 2004年にはTBSテレビ『オールスター赤面申告!ハプニング大賞2004秋』[1]で大賞を受賞している。
- 2008年3月27日放送のRKKワイド夕方いちばんのコーナーで運転免許証を4回も無くしていることが明かされた[独自研究?]。

## 過去の出演番組

### ラジオ
- ラジカロチン（RKKラジオ）
- おー!わらナイト（RKKラジオ）
- サタデーわくわくパーク（RKKラジオ）
- 一精・南姫のチョアヨKOREA（RKKラジオ）
- 一精・中華のぶっちゃけラジオ（RKKラジオ、事務所の後輩である中華首藤とパーソナリティーを務めた）

他多数

### テレビ
- ときめいてナイト（テレビ熊本）
- FM-GEAP（熊本朝日放送）
- 一精DEナイト（熊本朝日放送）
- 一精DEナイトII（熊本朝日放送）
- ×、（ばってん）（熊本朝日放送）
- RKKワイド夕方いちばん（RKKテレビ）（月曜レギュラー、2002年 - 2015年）
- 今日感テレビ（RKBテレビ、レポーター、2003年 -?）
- 豆ごはん。（RKBテレビ、2010年5月 - ?）
- 探検!九州（RKBテレビ）
- ウェルカム!（RKKテレビ）
- タダイマ!（RKBテレビ、2022年3月 - ）

他多数